# Duffy Jackson
Duff Clark "Duffy" Jackson (født 3. Juli 1953 i New York – død 3. Marts 2021 i Nashville, Tennessee, USA) var en amerikansk jazztrommeslager. hh
Jackson er søn af bassisten Chubby Jackson, Han er nok mest kendt som trommeslager i Count Basie´s big band. Han har også spillet med Sammy Davis Jr., Monty Alexander, Lionel Hampton, Ray Brown, George Benson, Herb Ellis, Barney Kessel, Milt Jackson, Benny Carter, Sonny Stitt, James Moody, Al Jarreau, Illinois Jacquet, Frank Foster, Artie Shaw, Manhattan Transfer etc. Han kom mest til sin ret i big band formatet. Jackson var en blændende teknikker med stor energi og livlighed, og var meget visuel i sin spillefacon.

## Udvalgt Diskografi
- Swing, Swing, Swing (1995) - som leder
- Here Comes The Sun (1972) med Monty Alexander
- Jamento (1978) med Monty Alexander
- Look Up (1983) med Monty Alexander
- Live at the Cully Select Jazz Festival (1991) med Monty Alexander
- Sonny, Sweets & Jaws (1982) - med Sonny Stitt
- Sonny's Blues (1983) - med Sonny Stitt
- What's New (1995) - med Sonny Stitt
- Kansas City Shout (1980) - med Count Basie
- Big Boss Band (1990) med George Benson
- Strolling with the Count (1980) - med Cleveland Eaton
- That Gerson Person (1992) med Roy Gerson
- Made in Japan (1983) - med Lionel Hampton
- Freddie Freeloader (1990) med Jon Hendricks
- Lucky 7 (1991) - med Chubby Jackson
- Jacquet's Got It (1988) med Illinois Jacquet
- Swing (1997) - med The Manhattan Transfer